# Grand Magus
Grand Magus es una banda de heavy metal formada en Estocolmo en 1996.

## Historia
Grand Magus fue formada por el exvocalista de Cardinal Fang Janne "JB" Christoffersson y el bajista Fox. Poco después se les unió el batería Fredrik "Trisse" Liefvendahl y grabaron una demo de tres canciones. Esta grabación formaría parte del recopilatorio de Waterdragon Records, Greatest Hits Vol 1 (2000). Después de la publicación de este recopilatorio, grabaron un split con Spiritual Beggars (a los que JB se uniría poco después). Este split fue seguido de su álbum debut, Grand Magus (2001), publicado por Rise Above Records. Dos nuevos álbumes le seguirían: Monument (2003) y Wolf's Return (2005), ambos publicados por Rise Above. En 2006 Trisse dejó la banda y fue reemplazado por SEB. La banda publicó su cuarto álbum de estudio, Iron Will, el 9 de junio dee 2008.

## Miembros

### Formación actual
- Janne "JB" Christoffersson - voz, guitarra
- Fox - bajo, coros
- SEB - batería

## Discografía

### Álbumes
- 2001: Grand Magus
- 2003: Monument
- 2005: Wolf's Return
- 2008: Iron Will
- 2010: Hammer Of The North
- 2012: "The Hunt"
- 2014: "Triumph And Power"
- 2016: "Sword Songs"
- 2019: "Wolf God"

### Sencillos/EP
- 2001: Split 7" con Spiritual Beggars

### Vídeos musicales
- 2005: «Kingslayer»
- 2010: «Hammer Of The North»
- 2010: «At Midnight They'll Get Wise»